# Cyrillus-Camillus Barbary
Cyrillus-Camillus Barbary (Klerken, 4 augustus 1899 - Detroit, 16 september 2004) was de laatste Belgische veteraan uit de Eerste Wereldoorlog. Hij vocht mee met het Belgische leger in de 2e linieregiment tijdens de laatste 6 maanden van de oorlog. Na de oorlog verhuisde hij naar Detroit, Michigan. Daar stierf hij op 105-jarige leeftijd.